# Vila Skt. Georg
Vila Skt. Georg, původním názvem vila Srb, stojí v Havlíčkově  ulici 2, č. p. 1370, ve čtvrti Drahovice v Karlových Varech. Projekt i realizace je dílem karlovarského stavitele Julia Srba, stavba proběhla v roce 1932. Budova byla prohlášena za kulturní památku, památkově chráněna je od 26. července 2011.

## Historie
V původně nezastavěných vyšších polohách Karlových Varů začala počátkem dvacátých let 20. století vznikat nová vilová čtvrť zvaná Horní Drahovice. V roce 1932 se rozhodl postavit si zde vilu pro svoji rodinu karlovarský stavitel Julius Srb. Jeho podpis a datum 19. dubna 1932 nese zastavovací plán i projekt novostavby. Protože stavba neprobíhala v lázeňském území, mohla pokračovat i v letních měsících a kolaudace objektu se uskutečnila již 27. srpna 1932. V říjnu téhož roku byly dokončeny i úpravy zahrady, rovněž podle plánu vypracovaného stavitelem Juliem Srbem. Vila dostala jméno Srb, později byla přejmenována na Sankt Georg.
I když byl objekt po roce 1948 standardně upraven na socialistické bydlení, zachoval si svoji původní tvář se spoustou uměleckořemeslných prvků, jako je terazzová podlaha vstupního portiku, vnitřní schodiště, zábradlí balkonů, dveře a okna s vyřezávanými sloupky, ale hlavně reliéfy nárožních arkýřů.
Od roku 2011 je vila Skt. Georg chráněna jako nemovitá kulturní památka České republiky.
V současnosti (říjen 2022) je vedena v katastru nemovitostí jako bytový dům v majetku společenství vlastníků jednotek.

## Popis

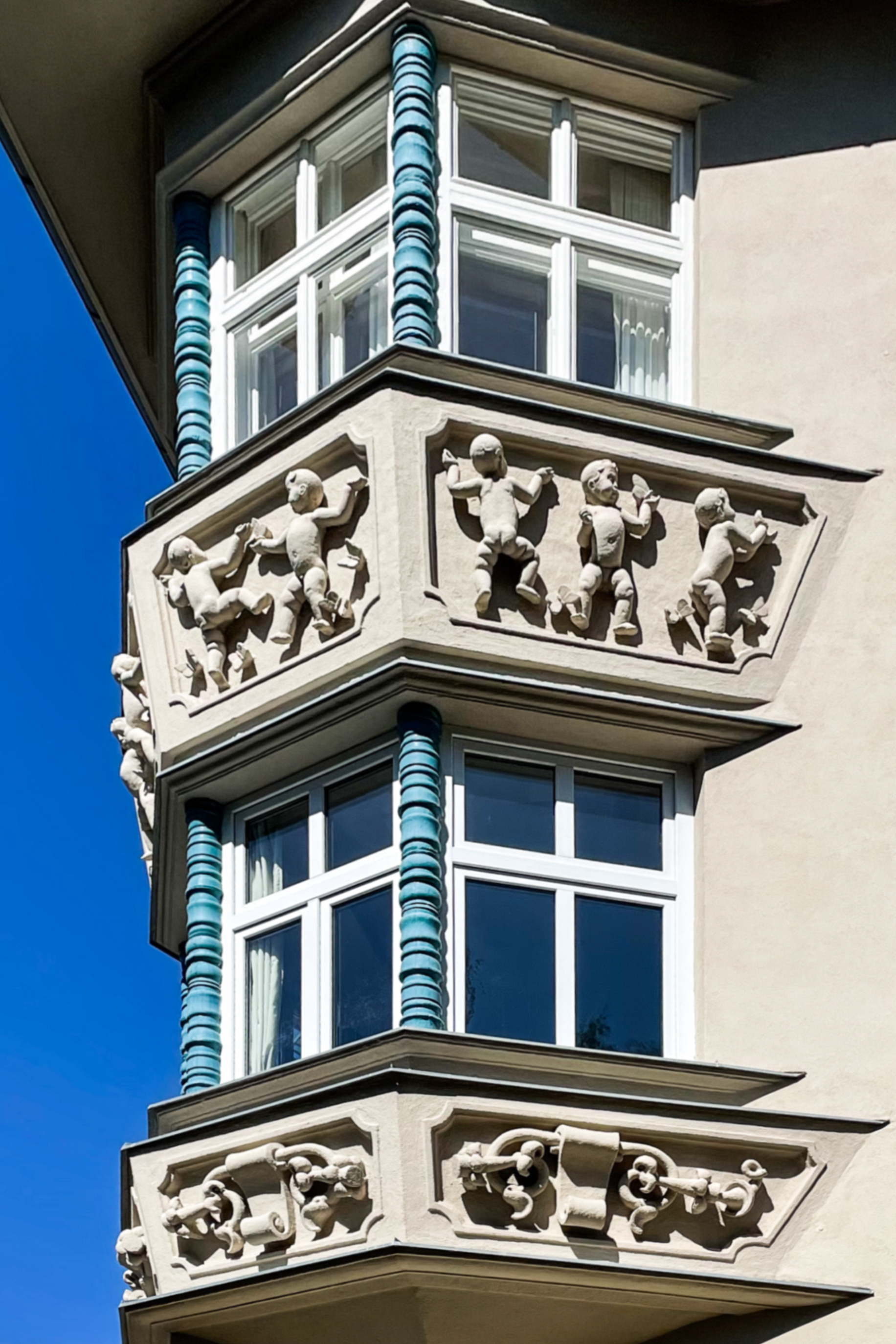
Reliéfy hrajících si dětí, práce ak. sochaře Wilhelma Srb-Schlossbauera

Vila stojí v Drahovicích, městské části Karlových Varů, na rozcestí dvou ulic, Havlíčkovy a Máchovy. Je typickým příkladem architektury art deco.
Z kubické hranolové hmoty třípatrové vily vystupují směrem k centru křížení ulic dominující polygonální nárožní arkýře s reliéfy hrajících si dětí vložené do zkosených parapetů oken druhého patra. Podle charakteru provedení reliéfní výzdoby těchto arkýřů se jedná – jiné zdroje říkají: mohlo by se jednat – o dílo Juliova bratra, významného sochaře Wilhelma Srba-Schlossbauera, který má z tohoto období v Karlových Varech řadu realizací.
V parapetech prvního patra jsou vloženy novorenesanční plastické kartuše či vybíjené ornamenty. Okna v rizalitech jsou oddělena vyřezávanými dřevěnými sloupky. Okenní výplně jsou z větší části původní, a to včetně kování, jsou špaletové a členěné do tvaru latinského kříže s masivním poutcem. Hlavní vstup je umístěn ve střední ose a je kryt půlkruhovým portikem s balkónem v prvním patře. Vstupní prosklené dveře jsou zachovány původní. Jsou pětidílné, střední tři křídla mají po celé šířce nad sebou tři madla. Nad vstupní portikus jsou vloženy balkonové lodžie jednotlivých podlaží na půlkruhové podestě s odstupňovanou podnoží a prolomené velkým půlkruhovým otvorem. Vytvářejí tak vertikální sled arkád. Střední osa je pak završena prolomeným štítovým nástavcem s vloženou balkónovou lodžií a středním půlkruhovým atikovým štítem. Na bočních stranách vystupují ve středních osách rizality, již jen hranolové, ukončené v podkroví balkónky a velkým vikýřovým nástavcem s konvexně vyklenutým štítem.
Celý objekt je zastřešen stanovou střechou, ve spodní části mansardy malebně zvlněnou. Střešní krytina je novodobá, jedná se o kanadský šindel v červenohnědé barvě. Z dispozičního řešení objektu je zřejmé, že se jednalo o pronajímatelné prostory. Na každém podlaží byly dvě bytové jednotky, či samostatně pronajímané apartmá, jejichž součástí byla malá předsíň, dva pokoje s balkónem rozděleným prosklenou zástěnou, kuchyně, koupelna se záchodem a pokoj pro služku. Ačkoliv jsou v plánech podkroví deklarovány komory, přítomnost koupelen se záchody dává tušit, že i toto podlaží bylo od počátku obytné. V přízemí byla rovněž od počátku připojena k zadnímu, severovýchodnímu nároží garáž, nad níž byla osazena velká terasa.
Původní zahrada se bohužel nedochovala, stejně tak jako ohradní plot.